# Bukowina Tatrzańska (gmina)
Bukowina Tatrzańska (do 1954 gmina Bukowina) – gmina wiejska w województwie małopolskim, w powiecie tatrzańskim. W latach 1975–1998 gmina położona była w województwie nowosądeckim.
Siedziba gminy to Bukowina Tatrzańska. Wsie w obrębie gminy: Białka Tatrzańska, Brzegi, Bukowina Tatrzańska, Czarna Góra, Groń, Jurgów, Leśnica, Rzepiska.
Gmina obejmuje fragmenty 2 regionów etnograficznych: Podhala i Spisza.
Według danych z 30 czerwca 2004 gminę zamieszkiwały 12 274 osoby.

## Historia
Gmina zbiorowa Bukowina została utworzona 1 sierpnia 1934 roku w powiecie nowotarskim w woj. krakowskim z dotychczasowych jednostkowych gmin wiejskich: Białka, Brzegi, Bukowina, Czarna Góra, Jurgów i Rzepiska.
30 czerwca 1939 do gminy Bukowina Tatrzańska wcielono anektowane w 1938 roku okolice czechosłowackiej Jaworzyny Spiskiej wraz z fragmentami wsi Zdziar i Łomnica Tatrzańska (po wojnie zwrócone Czechosłowacji).
Podczas II wojny światowej włączono ją do dystryktu krakowskiego Generalnego Gubernatorstwa (powiat Neumarkt). Trzy spiskie wsie (Czarną Górę, Jurgów i Rzepiska) włączono w 1939 roku do uzależnionej politycznie i militarnie od III Rzeszy Republiki Słowackiej. Gmina obejmowała odtąd już tylko trzy wsie (Białkę, Brzegi i Bukowinę) i w 1943 roku liczyła 3248 mieszkańców.
Po wojnie powrócono do stanu sprzed wojny. Według stanu z dnia 1 lipca 1952 roku gmina składała się z 6 gromad: Białka, Brzegi, Bukowina, Czarna Góra, Jurgów i Rzepiska. Gmina została zniesiona 29 września 1954 roku wraz z reformą wprowadzającą gromady w miejsce gmin, a jej obszar podzielono na gromady:
- Białka (Białka),
- Bukowina (Bukowina, Brzegi),
- Czarna Góra (Czarna Góra, Jurgów, Rzepiska).

Gminę Bukowina Tatrzańska reaktywowano 1 stycznia 1973 roku w powiecie nowotarskim w woj. krakowskim o zwiększonym obszarze. Gmina objęła 8 sołectw: Białka Tatrzańska, Brzegi (północna część), Bukowina Tatrzańska, Czarna Góra, Groń, Jurgów, Leśnica i Rzepiska. W porównaniu ze stanem z lat 1934–54 nowa gmina Bukowina Tatrzańska zwiększyła się o sołectwa Groń i Leśnica, należące dawniej do gminy Szaflary.
1 czerwca 1975 gmina znalazła się w nowo utworzonym woj. nowosądeckim. 
1 stycznia 1992 do gminy Bukowina Tatrzańska włączono górską część przedzielonej wsi Brzegi (4358,70 ha) z sąsiedniej gminy Tatrzańskiej, po czym część ta została połączona z główną (wiejską) częścią Brzegów. W związku z tym, wschodnia granica gminy Bukowina Tatrzańska z Czechosłowacją wydłużyła się znacznie (ok. 15 km) w kierunku południowym, obejmując rejon Łysej Polany aż po Rysy. 
W 1999 roku gmina weszła w skład powiatu tatrzańskiego w nowo utworzonym województwie małopolskim.

## Struktura powierzchni
Według danych z roku 2002 gmina Bukowina Tatrzańska ma obszar 131,84 km², w tym:
- użytki rolne: 46%
- użytki leśne: 47%

Gmina stanowi 27,95% powierzchni powiatu.
Na terenie gminy znajdują się Rysy (2499)

## Demografia
Dane z 30 czerwca 2004:
| Opis                              | Ogółem | Ogółem | Kobiety | Kobiety | Mężczyźni | Mężczyźni |
| --------------------------------- | ------ | ------ | ------- | ------- | --------- | --------- |
| Jednostka                         | osób   | %      | osób    | %       | osób      | %         |
| Populacja                         | 12 274 | 100    | 6127    | 49,9    | 6147      | 50,1      |
| Gęstość zaludnienia [mieszk./km²] | 93,1   | 93,1   | 46,5    | 46,5    | 46,6      | 46,6      |

Według Narodowego Spisu Powszechnego Ludności i Mieszkań 2002, Gmina Bukowna Tatrzańska jest gminą o największym udziale osób narodowości romskiej w ogóle mieszkańców (1,11%) oraz gminą o jednym z największych udziałów osób narodowości słowackiej w ogóle mieszkańców (2,85%).

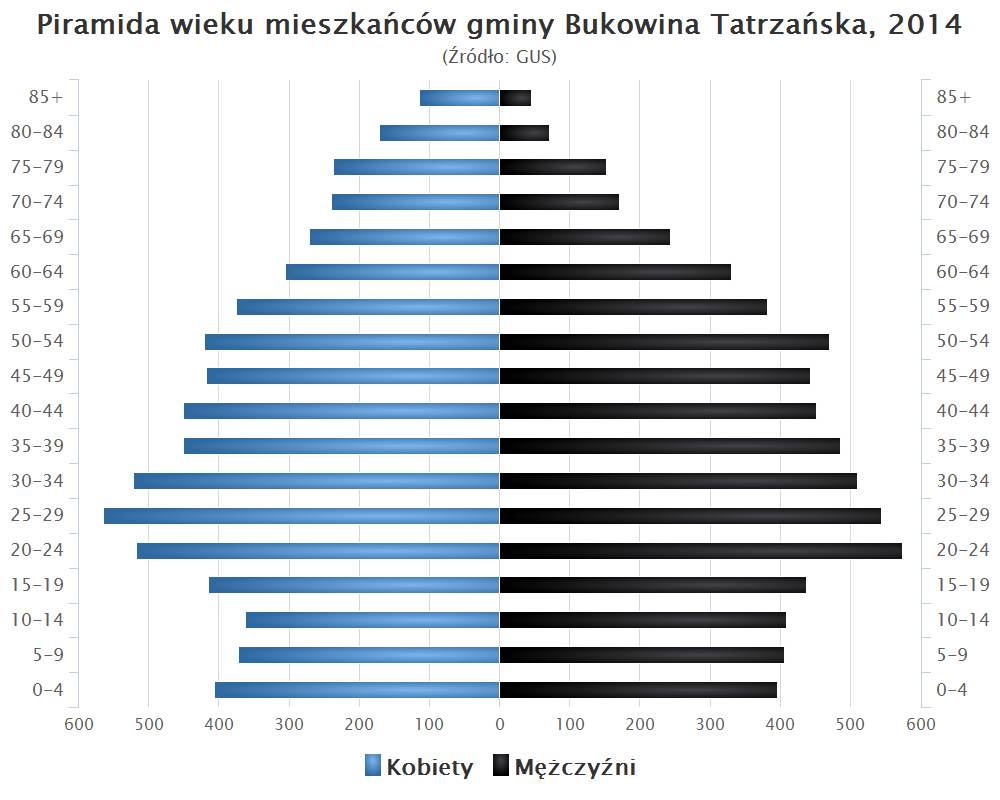
Piramida wieku mieszkańców gminy Bukowina Tatrzańska w 2014 roku

## Rekreacja

### Narty
Na terenie gminy uruchomiono wiele ośrodków narciarskich, m.in.:
- w Bukowinie m.in.:
  - Stacja Narciarska Turnia na Wierchu Olczańskim, z m.in. 1 wyciągiem krzesełkowym
  - Stacja Narciarska Rusiń-Ski na Wierchu Rusińskim, z m.in. 2 wyciągami krzesełkowymi
- w Białce Tatrzańskiej m.in.:
  - Ośrodek Narciarski Kotelnica Białczańska w Białce Tatrzańskiej z m.in. 7 wyciągami krzesełkowymi
  - Wyciągi Narciarskie Bania w Białce Tatrzańskiej z m.in. 1 wyciągiem krzesełkowym i
  - Stacja Narciarska Kaniówka w Białce Tatrzańskiej (1 wyciąg krzesełkowy i 4 wyciągi orczykowe).

Wszystkie 3 objęte są wspólnym systemem karnetów, tzw. „Tatra Ski”, wraz z poniższym ośrodkiem w Jurgowie.
- w Jurgowie:
  - Stacja Narciarska Jurgów z m.in. 1 wyciągiem krzesełkowym
- w Czarnej Górze m.in.:
  - Ośrodek Narciarski Koziniec z m.in. 1 wyciągiem krzesełkowym
  - Stacja Narciarska Grapa-Litwinka z m.in. 1 wyciągiem krzesełkowym.

### Aquaparki
- w Bukowinie wybudowano kompleks basenów zasilanych wodą ze źródeł termalnych Terma Bukowina o powierzchni lustra wody 1 885 m²
- w Białce u stóp wyciągów Kotelnica i Bania 16 czerwca 2011 r. oddano do użytku kompleks Terma Bania[18].

## Sąsiednie gminy
Biały Dunajec, Łapsze Niżne, Nowy Targ, Poronin, Szaflary, Zakopane. Gmina sąsiaduje ze Słowacją.